# Serie A 2014-2015 (rugby a 15)
La serie A1 2014-15 fu l'81º campionato di seconda divisione di rugby a 15 in Italia.
Si tenne dal 5 ottobre 2014 al 24 maggio 2015 tra 24 squadre ripartite in prima fase su 3 gironi geografici e in seconda fase su due poule di merito con play-off finali per la promozione.
Dopo sette edizioni di torneo in cui le promozioni e le retrocessioni erano mediate da uno spareggio contro la migliore e le due penultime di serie A2, tale categoria fu soppressa e il campionato tornò a chiamarsi Serie A con retrocessione diretta in serie B.
A vincere il torneo fu il Lyons: la formazione piacentina si affacciò alla prima divisione per la prima volta dal 1993 dopo aver battuto il Pro Recco nella finale-promozione di Viadana.

## Squadre partecipanti

### Girone 1
| Club          | Sponsor | Città         | Impianto interno         |
| ------------- | ------- | ------------- | ------------------------ |
| CUS Genova    |         | Genova        | Stadio Carlini           |
| CUS Torino    |         | Grugliasco    | C.S. Albonico            |
| Lyons         |         | Piacenza      | Stadio Beltrametti       |
| Piacenza      |         | Piacenza      | Stadio Beltrametti       |
| Pro Recco     |         | Recco         | Stadio Androne           |
| Reggio Emilia |         | Reggio Emilia | Stadio Crocetta Canalina |

### Girone 2
| Club         | Sponsor | Città                 | Impianto interno     |
| ------------ | ------- | --------------------- | -------------------- |
| Brescia      |         | Brescia               | Stadio Invernici     |
| Colorno      |         | Colorno               | Stadio Maini         |
| CUS Verona   |         | Verona                | C.S. Gavagnin-Nocini |
| Lumezzane    |         | Lumezzane             | Stadio comunale      |
| Rugby Milano |         | Milano                | Stadio Giuriati      |
| Valpolicella |         | San Pietro in Cariano | Stadio Comunale      |

### Girone 3
| Club          | Sponsor | Città          | Impianto interno                 |
| ------------- | ------- | -------------- | -------------------------------- |
| Badia         |         | Badia Polesine | Nuovi impianti sportivi comunali |
| Roccia Rubano |         | Rubano         | Impianti via Borromeo            |
| Tarvisium     |         | Treviso        | Campo San Paolo                  |
| Valsugana     |         | Padova         | C.S. Altichiero                  |
| Vicenza       |         | Vicenza        | Rugby Arena                      |
| Udine         |         | Udine          | Stadio Gerli                     |

### Girone 4
| Club          | Sponsor | Città             | Impianto interno         |
| ------------- | ------- | ----------------- | ------------------------ |
| Accademia FIR |         | Parma             | Stadio XXV Aprile        |
| Capitolina    |         | Roma              | Campo dell'Unione        |
| CUS Perugia   |         | Perugia           | Pian di Massiano         |
| Firenze 1931  |         | Firenze           | Stadio Padovani          |
| Gran Sasso    |         | Villa Sant'Angelo | Centro sportivo comunale |
| Prato Sesto   |         | Prato             | Stadio Chersoni          |

## Formula
Il campionato si svolse in due fasi a gironi e una a play-off secondo lo schema seguente:
- Prima fase a gironi. Le 24 squadre furono ripartite in 4 gironi da 6 squadre ciascuno secondo criteri di prossimità geografica. In tale fase le squadre si incontrarono, in ogni girone, con la formula all'italiana in partita di andata e ritorno.
- Seconda fase a gironi. Le migliori tre classificate di ogni girone andarono a formare la poule promozione, le ultime tre la poule retrocessione; entrambe le poule furono suddivise in due gironi da sei squadre ciascuno.
  - Pool promozione: la pool 1 fu composta dalle prime tre classificate dei gironi 1 e 4, la pool 2 dalle prime tre classificate dei gironi 2 e 3.
  - Pool retrocessione: la pool 1 fu composta dalle ultime tre classificate dei gironi 1 e 4, la pool 2 dalle ultime tre classificate dei gironi 2 e 3. Le ultime due squadre di ciascuno di detti due gironi retrocedettero in serie B.
- Fase a play-off. Le prime due classificate dei gironi A e B della poule promozione accedettero ai play-off promozione: in semifinale la prima classificata di ciascuno dei due gironi incontrò in gara doppia la seconda del girone opposto, con gara di andata in casa della squadra seconda classificata. Le vincenti delle due semifinali disputarono la finale per il titolo di campione d'Italia di serie A e la promozione in Eccellenza 2015-16[2].

## Prima fase

### Girone 1
| 5-10-2014  | 1ª/6ª giornata             | 9-11-2014  |
| ---------- | -------------------------- | ---------- |
| 16-16      | Pro Recco - Lyons          | 19-40      |
| 24-26      | CUS Torino - Reggio Emilia | 12-40      |
| 28-17      | Piacenza - CUS Genova      | 13-22      |
|            |                            |            |
| 26-10-2014 | 4ª/9ª giornata             | 14-12-2014 |
| 16-26      | Piacenza - Pro Recco       | 15-29      |
| 15-41      | CUS Torino - Lyons         | 17-25      |
| 16-10      | CUS Genova - Reggio Emilia | 12-36      |

| 12-10-2014 | 2ª/7ª giornata            | 30-11-2014 |
| ---------- | ------------------------- | ---------- |
| 17-13      | Reggio Emilia - Pro Recco | 14-33      |
| 21-30      | CUS Genova - CUS Torino   | 10-13      |
| 25-0       | Lyons - Piacenza          | 17-23      |
|            |                           |            |
| 2-11-2014  | 5ª/10ª giornata           | 21-12-2014 |
| 28-27      | Pro Recco - CUS Torino    | 17-31      |
| 24-16      | Lyons - CUS Genova        | 27-41      |
| 25-14      | Reggio Emilia - Piacenza  | 21-10      |

| 19-10-2014 | 3ª/8ª giornata         | 7-12-2014 |
| ---------- | ---------------------- | --------- |
| 36-6       | Pro Recco - CUS Genova | 22-27     |
| 19-22      | Piacenza - CUS Torino  | 18-16     |
| 16-39      | Reggio Emilia - Lyons  | 16-12     |

#### Classifica
|  |    | Squadra       | G  | V | N | P | PF  | PS  | P±  | B | Pt |
|  | -- | ------------- | -- | - | - | - | --- | --- | --- | - | -- |
|  | 1. | Reggio Emilia | 10 | 7 | 0 | 3 | 221 | 185 | 36  | 3 | 31 |
|  | 2. | Lyons         | 10 | 6 | 1 | 3 | 266 | 179 | 87  | 4 | 30 |
|  | 3. | Pro Recco     | 10 | 5 | 1 | 4 | 239 | 209 | 30  | 3 | 25 |
|  | 4. | CUS Torino    | 10 | 4 | 0 | 6 | 207 | 245 | −38 | 5 | 21 |
|  | 5. | CUS Genova    | 10 | 4 | 0 | 6 | 188 | 239 | −51 | 2 | 18 |
|  | 6. | Piacenza      | 10 | 3 | 0 | 7 | 156 | 220 | −64 | 1 | 13 |

### Girone 2
| 5-10-2014  | 1ª/6ª giornata            | 9-11-2014  |
| ---------- | ------------------------- | ---------- |
| 33-35      | Lumezzane - Colorno       | 5-58       |
| 29-12      | CUS Verona - Valpolicella | 11-3       |
| 6-22       | Milano - Brescia          | 3-7        |
|            |                           |            |
| 26-10-2014 | 4ª/9ª giornata            | 14-12-2014 |
| 26-13      | Milano - Lumezzane        | 20-32      |
| 12-14      | CUS Verona - Colorno      | 0-42       |
| 17-12      | Brescia - Valpolicella    | 17-8       |

| 12-10-2014 | 2ª/7ª giornata           | 30-11-2014 |
| ---------- | ------------------------ | ---------- |
| 16-0       | Valpolicella - Lumezzane | 7-28       |
| 7-11       | Brescia - CUS Verona     | 0-34       |
| 38-10      | Colorno - Milano         | 20-18      |
|            |                          |            |
| 2-11-2014  | 5ª/10ª giornata          | 21-12-2014 |
| 24-27      | Lumezzane - CUS Verona   | 19-34      |
| 49-27      | Colorno - Brescia        | 20-17      |
| 6-26       | Valpolicella - Milano    | 14-33      |

| 19-10-2014 | 3ª/8ª giornata         | 7-12-2014 |
| ---------- | ---------------------- | --------- |
| 21-28      | Lumezzane - Brescia    | 13-15     |
| 19-42      | Milano - CUS Verona    | 8-19      |
| 5-20       | Valpolicella - Colorno | 5-55      |

#### Classifica
|  |    | Squadra      | G  | V  | N | P | PF  | PS  | P±   | B | Pt |
|  | -- | ------------ | -- | -- | - | - | --- | --- | ---- | - | -- |
|  | 1. | Colorno      | 10 | 10 | 0 | 0 | 351 | 132 | 219  | 6 | 46 |
|  | 2. | CUS Verona   | 10 | 8  | 0 | 2 | 219 | 148 | 71   | 4 | 36 |
|  | 3. | Brescia      | 10 | 6  | 0 | 4 | 157 | 177 | −20  | 4 | 28 |
|  | 4. | Rugby Milano | 10 | 3  | 0 | 7 | 169 | 213 | −44  | 4 | 16 |
|  | 5. | Lumezzane    | 10 | 2  | 0 | 8 | 188 | 266 | −78  | 7 | 15 |
|  | 6. | Valpolicella | 10 | 1  | 0 | 9 | 88  | 236 | −148 | 1 | 5  |

### Girone 3
| 5-10-2014  | 1ª/6ª giornata      | 9-11-2014  |
| ---------- | ------------------- | ---------- |
| 22-28      | Badia - Valsugana   | 0-46       |
| 17-18      | Vicenza - Udine     | 8-12       |
| 18-24      | Roccia - Tarvisium  | 15-32      |
|            |                     |            |
| 26-10-2014 | 4ª/9ª giornata      | 14-12-2014 |
| 20-6       | Roccia - Badia      | 16-33      |
| 25-18      | Vicenza - Valsugana | 3-15       |
| 24-16      | Tarvisium - Udine   | 0-40       |

| 12-10-2014 | 2ª/7ª giornata        | 30-11-2014 |
| ---------- | --------------------- | ---------- |
| 17-30      | Udine - Badia         | 29-29      |
| 22-3       | Tarvisium - Vicenza   | 12-6       |
| 16-9       | Valsugana - Roccia    | 20-16      |
|            |                       |            |
| 2-11-2014  | 5ª/10ª giornata       | 21-12-2014 |
| 25-18      | Badia - Vicenza       | 7-29       |
| 28-16      | Valsugana - Tarvisium | 3-8        |
| 40-12      | Udine - Roccia        | 15-23      |

| 19-10-2014 | 3ª/8ª giornata    | 7-12-2014 |
| ---------- | ----------------- | --------- |
| 27-35      | Badia - Tarvisium | 23-25     |
| 11-16      | Roccia - Vicenza  | 8-13      |
| 41-7       | Udine - Valsugana | 11-13     |

#### Classifica
|  |    | Squadra       | G  | V | N | P | PF  | PS  | P±  | B | Pen | Pt |
|  | -- | ------------- | -- | - | - | - | --- | --- | --- | - | --- | -- |
|  | 1. | Tarvisium     | 10 | 8 | 0 | 2 | 198 | 179 | 19  | 3 | 0   | 35 |
|  | 2. | Valsugana     | 10 | 7 | 0 | 3 | 194 | 151 | 43  | 3 | 0   | 31 |
|  | 3. | Udine         | 10 | 5 | 1 | 4 | 239 | 163 | 76  | 5 | 0   | 27 |
|  | 4. | Vicenza       | 10 | 4 | 0 | 6 | 138 | 148 | −10 | 5 | 0   | 21 |
|  | 5. | Badia         | 10 | 3 | 1 | 6 | 202 | 263 | −61 | 3 | 4   | 13 |
|  | 6. | Roccia Rubano | 10 | 2 | 0 | 8 | 148 | 215 | −67 | 5 | 0   | 13 |

### Girone 4
| 5-10-2014  | 1ª/6ª giornata              | 9-11-2014  |
| ---------- | --------------------------- | ---------- |
| 29-46      | Prato Sesto - Accademia FIR | 5-71       |
| 27-19      | Gran Sasso - CUS Perugia    | 31-15      |
| 17-15      | Capitolina - Firenze 1931   | 19-21      |
|            |                             |            |
| 26-10-2014 | 4ª/9ª giornata              | 14-12-2014 |
| 24-19      | Capitolina - Prato Sesto    | 10-20      |
| 24-23      | Gran Sasso - Accademia FIR  | 0-59       |
| 22-17      | Firenze 1931 - CUS Perugia  | 31-17      |

| 12-10-2014 | 2ª/7ª giornata               | 30-11-2014 |
| ---------- | ---------------------------- | ---------- |
| 28-20      | CUS Perugia - Prato Sesto    | 6-28       |
| 25-28      | Firenze 1931 - Gran Sasso    | 13-24      |
| 20-13      | Accademia FIR - Capitolina   | 45-20      |
|            |                              |            |
| 2-11-2014  | 5ª/10ª giornata              | 21-12-2014 |
| 21-16      | Prato Sesto - Gran Sasso     | 14-26      |
| 12-16      | Accademia FIR - Firenze 1931 | 26-15      |
| 16-29      | CUS Perugia - Capitolina     | 10-19      |

| 19-10-2014 | 3ª/8ª giornata              | 7-12-2014 |
| ---------- | --------------------------- | --------- |
| 25-23      | Prato Sesto - Firenze 1931  | 20-18     |
| 17-24      | Capitolina - Gran Sasso     | 3-16      |
| 27-24      | CUS Perugia - Accademia FIR | 15-40     |

#### Classifica
|  |    | Squadra       | G  | V | N | P | PF  | PS  | P±   | B | Pt |
|  | -- | ------------- | -- | - | - | - | --- | --- | ---- | - | -- |
|  | 1. | Accademia FIR | 10 | 7 | 0 | 3 | 366 | 164 | 202  | 9 | 37 |
|  | 2. | Gran Sasso    | 10 | 8 | 0 | 2 | 216 | 209 | 7    | 5 | 37 |
|  | 3. | Prato Sesto   | 10 | 5 | 0 | 5 | 201 | 268 | −67  | 3 | 23 |
|  | 4. | Firenze 1931  | 10 | 4 | 0 | 6 | 199 | 205 | −6   | 6 | 22 |
|  | 5. | Capitolina    | 10 | 4 | 0 | 6 | 171 | 206 | −35  | 4 | 20 |
|  | 6. | CUS Perugia   | 10 | 2 | 0 | 8 | 170 | 271 | −101 | 1 | 9  |

## Seconda fase

### Pool retrocessione 1
| 18-1-2015 | 1ª/6ª giornata             | 29-3-2015 |
| --------- | -------------------------- | --------- |
| 36-7      | CUS Genova - CUS Torino    | 27-24     |
| 29-17     | CUS Perugia - Firenze 1931 | 16-5      |
| 35-15     | Capitolina - Piacenza      | 23-16     |
|           |                            |           |
| 22-2-2015 | 4ª/9ª giornata             | 26-4-2015 |
| 22-17     | Capitolina - CUS Genova    | 18-20     |
| 10-18     | CUS Perugia - CUS Torino   | 32-29     |
| 6-9       | Piacenza - Firenze 1931    | 19-16     |

| 25-1-2015 | 2ª/7ª giornata            | 12-4-2015 |
| --------- | ------------------------- | --------- |
| 27-14     | Firenze 1931 - CUS Genova | 15-16     |
| 20-18     | Piacenza - CUS Perugia    | 12-12     |
| 15-0      | CUS Torino - Capitolina   | 20-46     |
|           |                           |           |
| 8-3-2015  | 5ª/10ª giornata           | 3-5-2015  |
| 23-29     | CUS Genova - CUS Perugia  | 38-25     |
| 43-36     | CUS Torino - Piacenza     | 17-36     |
| 17-16     | Firenze 1931 - Capitolina | 10-34     |

| 1-2-2015 | 3ª/8ª giornata            | 19-4-2015 |
| -------- | ------------------------- | --------- |
| 24-18    | CUS Genova - Piacenza     | 24-22     |
| 27-23    | Capitolina - CUS Perugia  | 18-18     |
| 22-24    | Firenze 1931 - CUS Torino | 7-44      |

#### Classifica
|  |    | Squadra      | G  | V | N | P | PF  | PS  | P±  | B | Pt |
|  | -- | ------------ | -- | - | - | - | --- | --- | --- | - | -- |
|  | 1. | Capitolina   | 10 | 6 | 1 | 3 | 239 | 171 | 68  | 6 | 32 |
|  | 2. | CUS Genova   | 10 | 7 | 0 | 3 | 239 | 207 | 32  | 4 | 32 |
|  | 3. | CUS Torino   | 10 | 5 | 0 | 5 | 241 | 252 | −11 | 6 | 26 |
|  | 4. | CUS Perugia  | 10 | 4 | 2 | 4 | 210 | 209 | 1   | 3 | 23 |
|  | 5. | Piacenza     | 10 | 3 | 1 | 6 | 200 | 221 | −21 | 6 | 20 |
|  | 6. | Firenze 1931 | 10 | 3 | 0 | 7 | 147 | 216 | −69 | 3 | 15 |

### Pool retrocessione 2
| 18-1-2015 | 1ª/6ª giornata           | 29-3-2015 |
| --------- | ------------------------ | --------- |
| 48-15     | Lumezzane - Badia        | 34-27     |
| 34-16     | Vicenza - Roccia         | 25-3      |
| 34-20     | Valpolicella - Milano    | 19-23     |
|           |                          |           |
| 22-2-2015 | 4ª/9ª giornata           | 26-4-2015 |
| 5-11      | Valpolicella - Lumezzane | 19-25     |
| 31-12     | Vicenza - Badia          | 18-28     |
| 32-0      | Milano - Roccia          | 20-23     |

| 25-1-2015 | 2ª/7ª giornata        | 12-4-2015 |
| --------- | --------------------- | --------- |
| 24-24     | Roccia - Lumezzane    | 23-22     |
| 21-15     | Milano - Vicenza      | 3-10      |
| 3-31      | Badia - Valpolicella  | 26-31     |
|           |                       |           |
| 8-3-2015  | 5ª/10ª giornata       | 3-5-2015  |
| 37-30     | Lumezzane - Vicenza   | 13-14     |
| 41-14     | Badia - Milano        | 20-30     |
| 16-26     | Roccia - Valpolicella | 26-48     |

| 1-2-2015 | 3ª/8ª giornata         | 19-4-2015 |
| -------- | ---------------------- | --------- |
| 33-20    | Lumezzane - Milano     | 16-36     |
| 43-20    | Valpolicella - Vicenza | 19-30     |
| 8-3      | Roccia - Badia         | 22-24     |

#### Classifica
|  |    | Squadra       | G  | V | N | P | PF  | PS  | P±  | B | Pt |
|  | -- | ------------- | -- | - | - | - | --- | --- | --- | - | -- |
|  | 1. | Valpolicella  | 10 | 6 | 0 | 4 | 275 | 200 | 75  | 9 | 33 |
|  | 2. | Lumezzane     | 10 | 6 | 1 | 3 | 263 | 219 | 44  | 4 | 30 |
|  | 3. | Vicenza       | 10 | 6 | 0 | 4 | 227 | 195 | 32  | 4 | 28 |
|  | 4. | Rugby Milano  | 10 | 5 | 0 | 5 | 219 | 211 | 8   | 4 | 24 |
|  | 5. | Badia         | 10 | 3 | 0 | 7 | 199 | 267 | −68 | 7 | 19 |
|  | 6. | Roccia Rubano | 10 | 3 | 1 | 6 | 161 | 258 | −97 | 2 | 16 |

### Pool promozione 1
| 18-1-2015 | 1ª/6ª giornata                | 29-3-2015 |
| --------- | ----------------------------- | --------- |
| 33-10     | Lyons - Gran Sasso            | 28-29     |
| 12-27     | Prato Sesto - Pro Recco       | 7-47      |
| 17-21     | Accademia FIR - Reggio Emilia | 17-31     |
|           |                               |           |
| 22-2-2015 | 4ª/9ª giornata                | 26-4-2015 |
| 21-29     | Accademia FIR - Lyons         | 15-23     |
| 31-32     | Prato Sesto - Gran Sasso      | 20-36     |
| 12-24     | Reggio Emilia - Pro Recco     | 8-25      |

| 25-1-2015 | 2ª/7ª giornata              | 12-4-2015 |
| --------- | --------------------------- | --------- |
| 16-15     | Pro Recco - Lyons           | 13-15     |
| 26-13     | Reggio Emilia - Prato Sesto | 37-12     |
| 0-42      | Gran Sasso - Accademia FIR  | 15-39     |
|           |                             |           |
| 8-3-2015  | 5ª/10ª giornata             | 3-5-2015  |
| 89-12     | Lyons - Prato Sesto         | 33-25     |
| 26-17     | Gran Sasso - Reggio Emilia  | 10-24     |
| 24-20     | Pro Recco - Accademia FIR   | 7-67      |

| 1-2-2015 | 3ª/8ª giornata              | 19-4-2015 |
| -------- | --------------------------- | --------- |
| 28-20    | Lyons - Reggio Emilia       | 20-21     |
| 18-38    | Prato Sesto - Accademia FIR | 7-29      |
| 34-8     | Pro Recco - Gran Sasso      | 30-25     |

#### Classifica
|  |    | Squadra       | G  | V | N | P  | PF  | PS  | P±   | B | Pt |
|  | -- | ------------- | -- | - | - | -- | --- | --- | ---- | - | -- |
|  | 1. | Pro Recco     | 10 | 8 | 0 | 2  | 247 | 189 | 58   | 6 | 38 |
|  | 2. | Lyons         | 10 | 7 | 0 | 3  | 313 | 182 | 131  | 8 | 36 |
|  | 3. | Accademia FIR | 10 | 5 | 0 | 5  | 305 | 175 | 130  | 7 | 27 |
|  | 4. | Reggio Emilia | 10 | 6 | 0 | 4  | 217 | 192 | 25   | 2 | 26 |
|  | 5. | Gran Sasso    | 10 | 4 | 0 | 6  | 191 | 298 | −107 | 5 | 21 |
|  | 6. | Prato Sesto   | 10 | 0 | 0 | 10 | 157 | 394 | −237 | 2 | 2  |

### Pool promozione 2
| 18-1-2015 | 1ª/6ª giornata         | 29-3-2015 |
| --------- | ---------------------- | --------- |
| 30-0      | Tarvisium - Brescia    | 10-6      |
| 16-14     | Valsugana - CUS Verona | 16-12     |
| 47-17     | Colorno - Udine        | 7-6       |
|           |                        |           |
| 22-2-2015 | 4ª/9ª giornata         | 26-4-2015 |
| 20-10     | Colorno - Tarvisium    | 31-19     |
| 16-7      | Valsugana - Brescia    | 21-30     |
| 10-29     | Udine - CUS Verona     | 33-22     |

| 25-1-2015 | 2ª/7ª giornata         | 12-4-2015 |
| --------- | ---------------------- | --------- |
| 32-21     | CUS Verona - Tarvisium | 15-20     |
| 15-20     | Udine - Valsugana      | 28-25     |
| 19-20     | Brescia - Colorno      | 8-36      |
|           |                        |           |
| 8-3-2015  | 5ª/10ª giornata        | 3-5-2015  |
| 23-21     | Tarvisium - Valsugana  | 10-27     |
| 18-10     | Brescia - Udine        | 0-28      |
| 15-18     | CUS Verona - Colorno   | 34-21     |

| 1-2-2015 | 3ª/8ª giornata       | 19-4-2015 |
| -------- | -------------------- | --------- |
| 31-20    | Tarvisium - Udine    | 3-18      |
| 54-5     | Colorno - Valsugana  | 13-15     |
| 20-3     | CUS Verona - Brescia | 32-8      |

#### Classifica
|  |    | Squadra    | G  | V | N | P | PF  | PS  | P±   | B | Pt |
|  | -- | ---------- | -- | - | - | - | --- | --- | ---- | - | -- |
|  | 1. | Colorno    | 10 | 8 | 0 | 2 | 267 | 148 | 119  | 5 | 37 |
|  | 2. | CUS Verona | 10 | 5 | 0 | 5 | 225 | 166 | 59   | 9 | 29 |
|  | 3. | Valsugana  | 10 | 6 | 0 | 4 | 182 | 206 | −24  | 3 | 27 |
|  | 4. | Tarvisium  | 10 | 5 | 0 | 5 | 177 | 190 | −13  | 1 | 21 |
|  | 5. | Udine      | 10 | 4 | 0 | 6 | 185 | 202 | −17  | 3 | 19 |
|  | 6. | Brescia    | 10 | 2 | 0 | 8 | 99  | 223 | −124 | 3 | 11 |

## Play-off
|  | Semifinali | Semifinali | Semifinali | Semifinali | Semifinali |  |  | Finale    | Finale    | Finale |  |
|  |            |            |            |            |            |  |  |           |           |        |  |
|  | B2         | CUS Verona | 22         | 31         | 53         |  |  |           |           |        |  |
|  | A1         | Pro Recco  | 32         | 33         | 65         |  |  | Pro Recco | Pro Recco | 19     |  |
|  | A2         | Lyons      | 27         | 6          | 33         |  |  | Lyons     | Lyons     | 26     |  |
|  | B1         | Colorno    | 3          | 29         | 32         |  |  |           |           |        |  |

### Semifinali
| Arbitro: | Stefano Pennè (Codogno) |

|                                     |      |                                                     |
| Leso 35’ Pauletti 57’ Neethling 74’ | mt   | 5’, 27’ Becerra 39’ González 40'+1’ Neri 51’ Giorgi |
| Michelini 35’, 74’                  | tr   | 27’, 51’ Agniel                                     |
| Michelini 15’                       | c.p. | 65’ Agniel                                          |

| Arbitro: | Matteo Liperini (Livorno) |

|                                                |      |          |
| Ferri 26’ Albertin 55’ Larsen 61’ Subacchi 75’ | mt   |          |
| Mortali 26’, 75’                               | tr   |          |
| Mortali 9’                                     | c.p. | 57’ Pace |

| Arbitro: | Federico Meconi (Roma) |

|                                             |      |                                              |
| Tassare 25’ Rosa 38’ Tenga 46’ Villagra 57’ | mt   | 2’, 76’ Corso 12’ Combe 55’ Leso 68’ Bellini |
| Agniel 25’, 57’                             | tr   | 2’, 55’, 76’ Michelini                       |
| Agniel 14’, 19’, 77’                        | c.p. |                                              |

| Arbitro: | Claudio Blessano (Treviso) |

|                                                 |      |                      |
| Birchall 11’ Tripodi 23’ Borsi 41’ Ceresini 64’ | mt   |                      |
| Pace 11’, 23’, 41’                              | tr   |                      |
| Pace 40’                                        | c.p. | 5’ Zucconi 76’ Cammi |

### Finale
| Arbitro: | Carlo Damasco (Napoli) |

|                          |      |                            |
| Neri 32’                 | mt   | 39’ Albertin 59’ Larsen    |
| Agniel 32’               | tr   | 39’, 59’ Mortali           |
| Agniel 3’, 25’, 43’, 51’ | c.p. | 19’, 29’, 64’, 80’ Mortali |

## Verdetti
- Lyons: Campione d'Italia Serie A, promossa in Eccellenza 2015-16
- Badia, Firenze 1931, Piacenza, Roccia Rubano: retrocesse in serie B 2015-16